# Apollodoro di Gela
Apollodoro di Gela (in greco antico: Ἀπολλόδωρος?, Apollòdōros; fl. IV-III secolo a.C.) è stato un commediografo greco antico, attivo tra il IV e il III secolo a.C.

## Biografia
Nativo di Gela e spesso confuso con il successivo Apollodoro di Caristo, di questo autore della Commedia nuova, contemporaneo di Menandro, oggi restano una decina di frammenti e altrettanti titoli.
La Suida ricorda le seguenti opere:
- Ἀποκαρτερῶν ἢ Φιλάδελφοι ("Apokarterôn è Philàdelphoi"), Colui che fa lo sciopero della fame o Gli amanti fraterni
- Δευσοποιὸς ("Deysopoiòs"), L'uomo tinto a fondo
- Ἱέρεια ("Hiéreia"), La sacerdotessa[2]
- Γραμματόδειπνος ("Grammatòdeipnos"), Il banchetto delle lettere
- Ψευδαίας ("Pseydaìas"), Il mentitore
- Σίσυφος ("Sìsyphos"), Sisifo
- Αἰσχρίων ("Aischriōn"), L'uomo disonorevole

Ateneo di Naucrati menziona anche Ἀπολειπούσα ("Apoleipoysa"), La donna che ha lasciato il marito.